# Giesen
Giesen is een plaats in de Duitse deelstaat Nedersaksen, gelegen in het Landkreis Hildesheim. De gemeente telt 9.720 inwoners.

## Geografie
Giesen heeft een oppervlakte van 33,90 km² en ligt in het noorden van Duitsland. De gemeente bestaat uit de dorpen Ahrbergen, Emmerke, Giesen (Groß Giesen, Klein Giesen en de arbeiderswijk Siegfried), Groß Förste en Hasede, de op 1 maart 1974 werden verenigd.
Giesen grenst in het zuidoosten aan Himmelsthür, een stadsdeel van Hildesheim. 

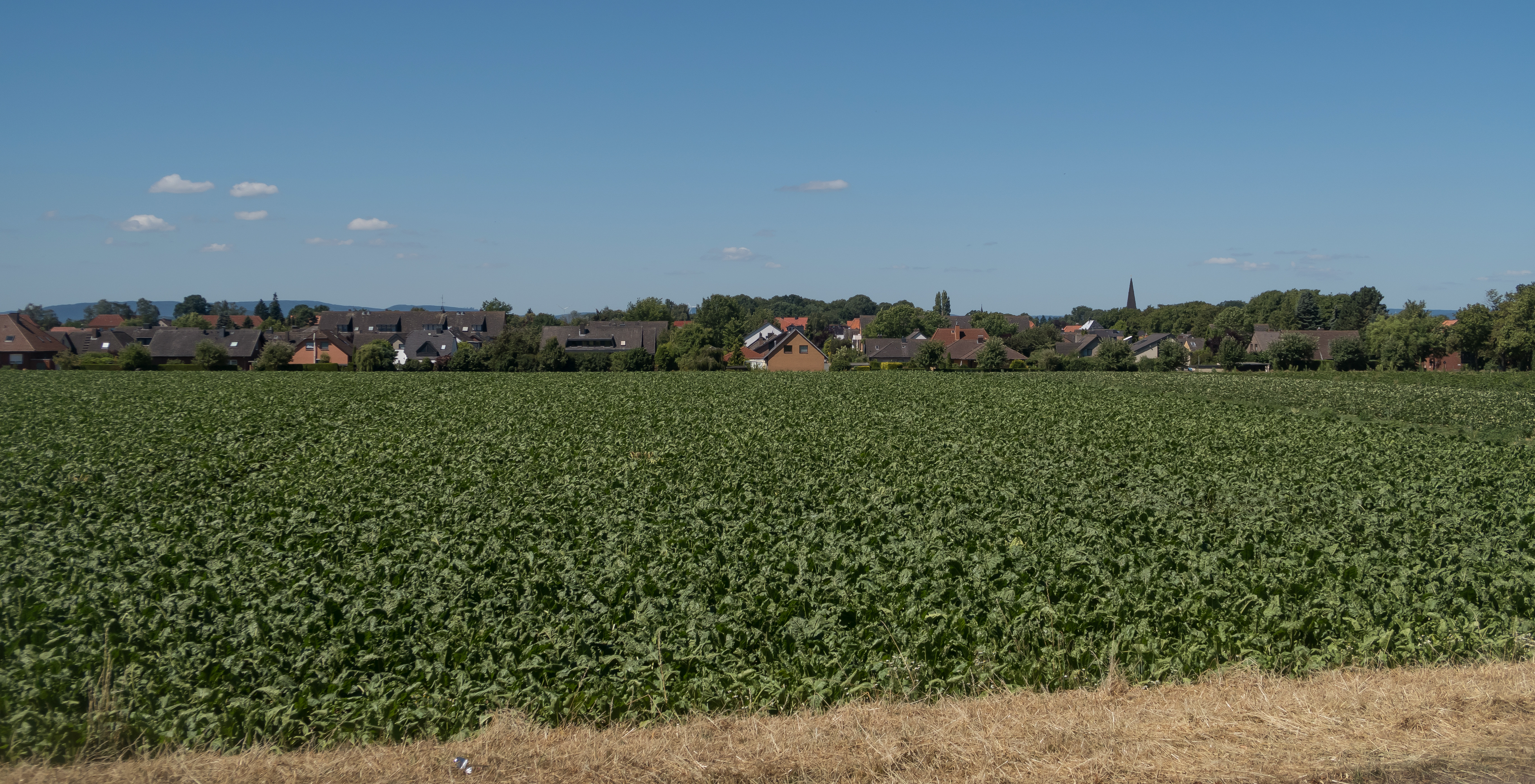
Zicht op Ahrbergen
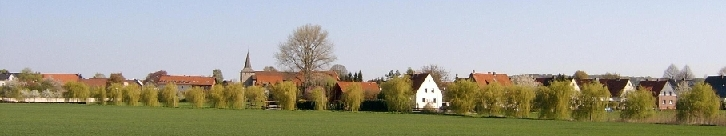
Zicht op Emmerke
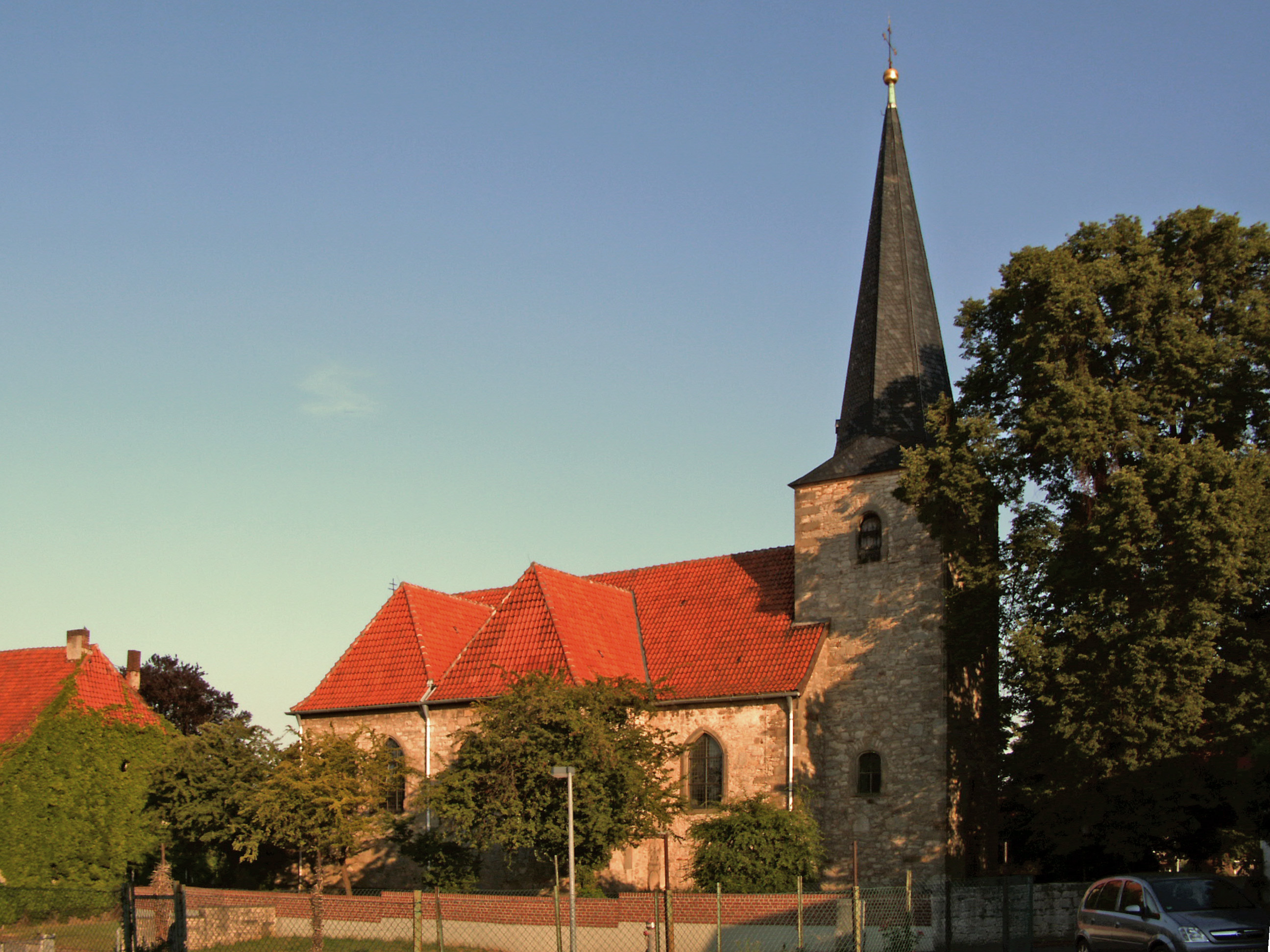
Kerk in Groß Giesen
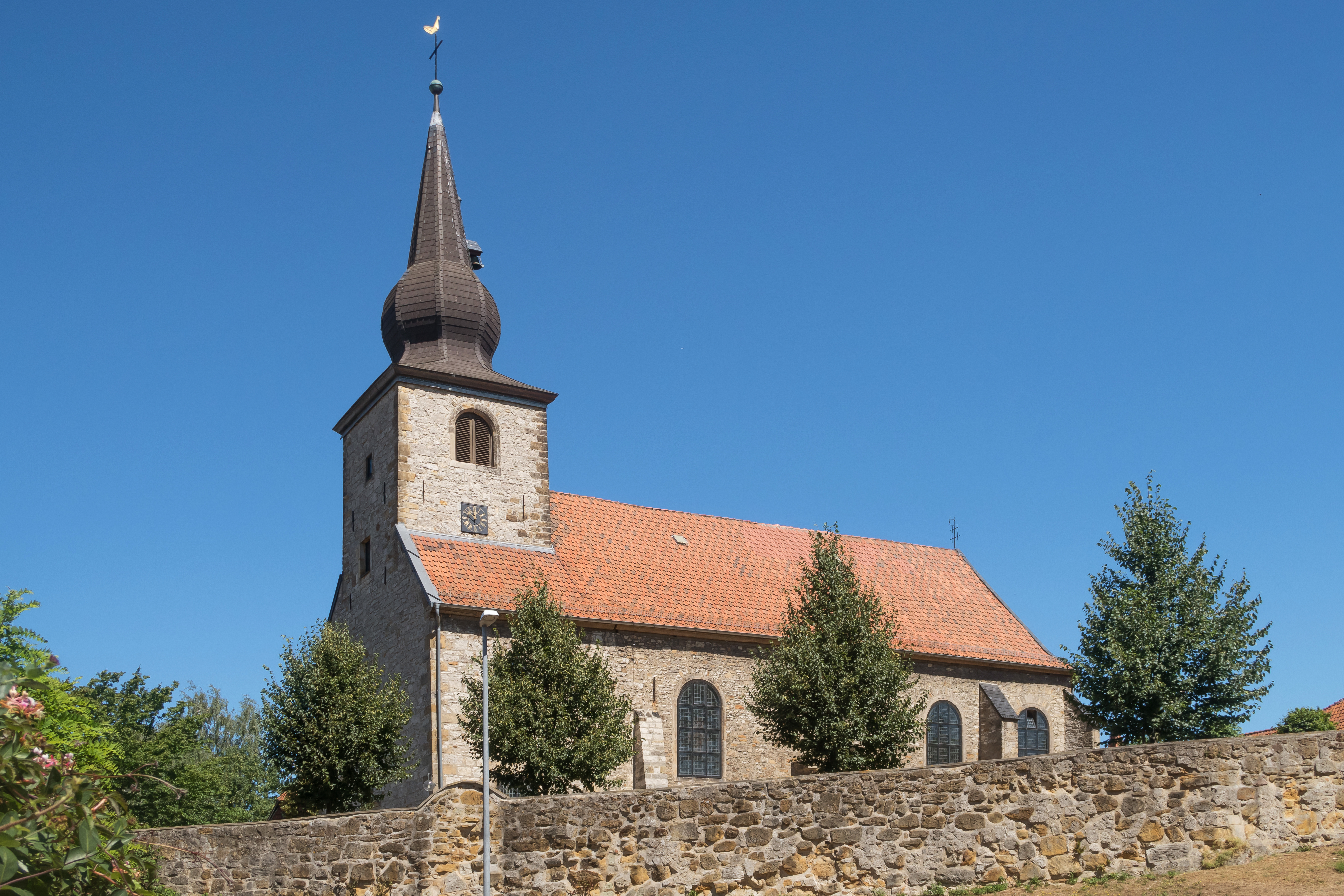
Sint-Pankratius-Kerk in Groß Förste
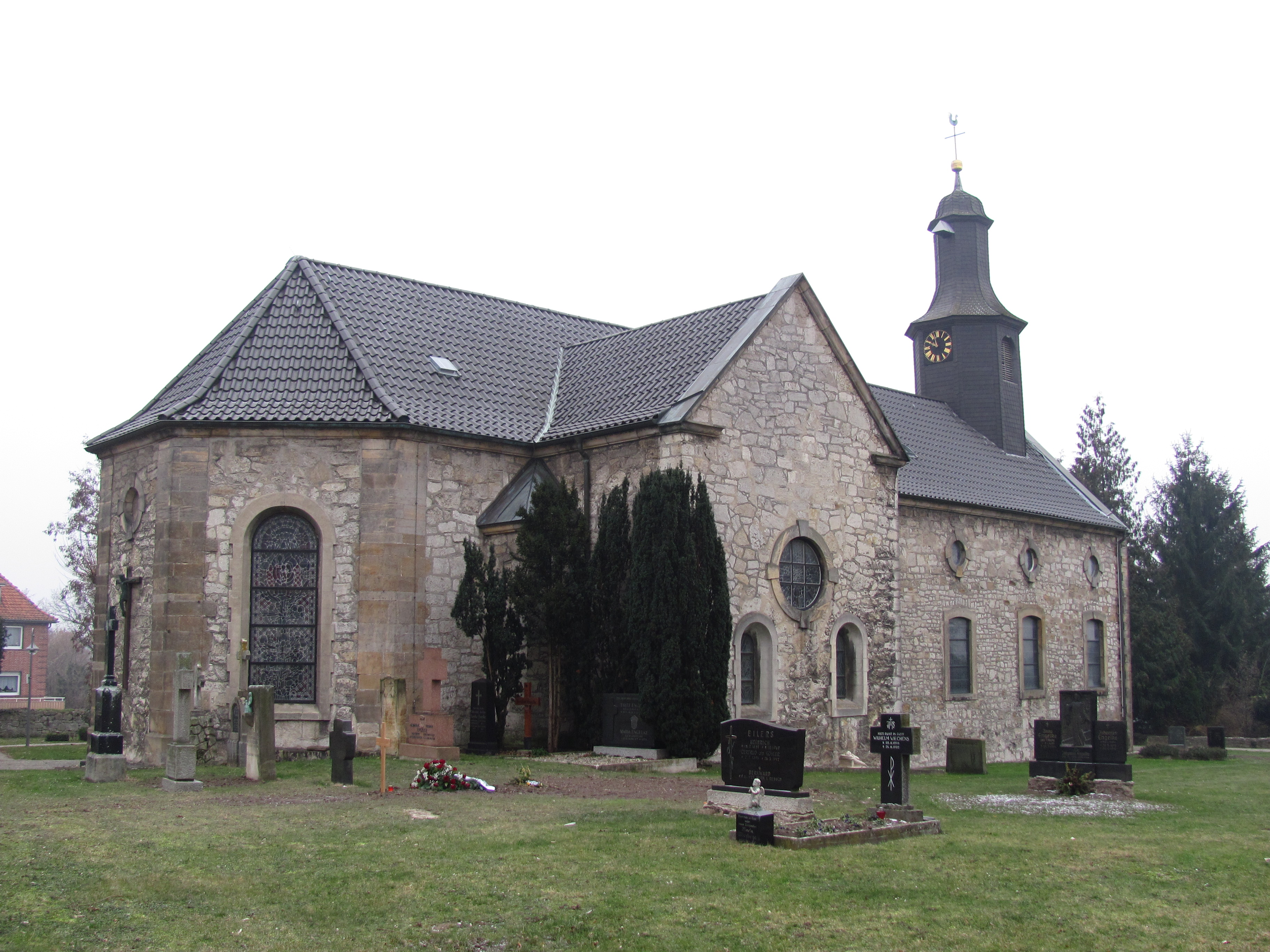
Sint-Andreas-Kerk in Hasede

- Gemeinsame Normdatei: 4250003-5
- Library of Congress Control Number: n92090316
- Nationale Bibliotheek van Israël: 987007530796405171
- Virtual International Authority File: 154914346

Adenstedt ·
Alfeld (Leine) ·
Algermissen ·
Almstedt ·
Bad Salzdetfurth ·
Banteln ·
Betheln ·
Bockenem ·
Brüggen ·
Coppengrave ·
Despetal ·
Diekholzen ·
Duingen ·
Eberholzen ·
Eime ·
Elze ·
Everode ·
Freden (Leine) ·
Giesen ·
Gronau (Leine) ·
Harbarnsen ·
Harsum ·
Hildesheim ·
Holle ·
Hoyershausen ·
Lamspringe ·
Landwehr ·
Marienhagen ·
Neuhof ·
Nordstemmen ·
Rheden ·
Sarstedt ·
Schellerten ·
Sehlem ·
Sibbesse ·
Söhlde ·
Weenzen ·
Westfeld ·
Winzenburg ·
Woltershausen